# 費爾班克 (愛荷華州)
費爾班克（英語：Fairbank）是一個位於美國愛荷華州布坎南縣和費耶特縣的城市。

## 地理
費爾班克的座標為42°38′22″N 92°02′52″W / 42.63944°N 92.04778°W，而該地的平均海拔高度為301米（即988英尺）。

## 人口
根據2010年美國人口普查的數據，費爾班克的面積為1.89平方千米，當中陸地面積為1.84平方千米，而水域面積為0.05平方千米。當地共有人口1113人，而人口密度為每平方千米588人。